# Бладцева, Анжела Викторовна
Анжела Викторовна Бладцева (род. 23 июля 2005, Санкт-Петербург, Россия) — российская прыгунья на батуте. Она является чемпионкой России 2024 года и представляла команду Индивидуальных нейтральных спортсменов на Летних Олимпийских играх 2024 года.

## Карьера

### Юниорская
Бладцева завоевала золотую медаль в индивидуальном соревновании на Всемирных соревнованиях возрастных групп 2017 года в возрастной группе 11-12 лет. Кроме того, она выиграла серебряную медаль в синхронных прыжках вместе с Дарьей Назуковой. Затем она выиграла индивидуальный титул для возрастной группы 13-14 на Всемирных соревнованиях возрастных групп 2018 года, проходивших в её родном городе, Санкт-Петербурге. Она также участвовала в синхронном соревновании вместе с Полиной Денисовой и выиграла серебряную медаль. Затем она защитила этот титул на Всемирных соревнованиях возрастных групп 2019 года. Она выиграла дополнительную золотую медаль в синхронном соревновании вместе с Натальей Олефир.
Бладцева выиграла титул юниорского индивидуального титула на Чемпионат Европы 2021 года в Сочи, и российская команда выиграла золотую медаль. На Всемирных соревнованиях по возрастной группе 2021 года она перешла в возрастную группу 15-16 лет и выиграла индивидуальный титул. Она закончила свою младшую карьеру непобеждённой в качестве индивидуальной спортсменки на Всемирных соревнованиях по возрастным группам.

### Взрослая
Бладцева должна была дебютировать на взрослом уровне в 2022 году Однако Международная федерация гимнастики (FIG) запретила российских и белорусских спортсменов из-за вторжения России на Украину. Она продолжала участвовать в отечественных соревнованиях. Летом 2023 года FIG объявила, что они снимут запрет, начиная с января 2024 года.
Бладцева вернулась к международным соревнованиям в феврале 2024 года на чемпионате мира в Баку, и она выиграла серебряную медаль в индивидуальном зачёте у действующей олимпийской чемпионки Чжу Сюэин. В апреле 2024 года она выиграла индивидуальный титул на чемпионате России. Затем она выиграла свой первый титул чемпионки мира на чемпионате мира в Аросе и серебряную медаль на чемпионате мира в Коимбре. Она была общей победительницей серии Кубка мира 2024 года.
Бладчева выиграла квоту на Олимпийские игры 2024 года с результатами своей серии Кубка мира 2024 года. В июне Международный олимпийский комитет (МОК) одобрили ей участие в качестве Индивидуальной нейтральной спортсменки. Затем Бладцева отправила свои документы в МОК и подтвердила своё намерение участвовать в Олимпийских играх. В конечном итоге она заняла четвёртое место в женский индивидуальный финал. Она положительно рассказала о своём опыте участия в Олимпийских играх, но была расстроена тем, что ей не разрешили присутствовать на церемонии открытия.

## Личная жизнь
По состоянию на 2024 год Бладцева является студенткой факультета индивидуального образования и спортивных технологий на кафедре теории и методологии Университета имени Лесгафта.